# Čivčije Osječanske
Čivčije Osječanske (szerbül: Чивчије Осјечанске), település Bosznia-Hercegovinában, a Szerb Köztársaság északi régiójában Doboj községben. 

## Fekvése
A település Bosznia-Hercegovina északi részén, Dobojtól légvonalban 12, közúton 22 km-re északkeletre, a Trebava-hegység keleti részén, a Čivčijska-folyó és mellékvizei mentén, 228-522 méteres magasságban található.

## Népessége
| Nemzetiségi csoport | Népesség 1991 | Népesség 2013 |
| ------------------- | ------------- | ------------- |
| Szerb               | 531           | 299           |
| Bosnyák             | 0             | 0             |
| Horvát              | 5             | 0             |
| Jugoszláv           | 2             | 0             |
| Egyéb               | 0             | 1             |
| Összesen            | 538           | 300           |

## Története
A település neve 1785-ből származik, melyről megállapították, hogy az eredete a török „çiftçi” (földműves) szóra megy vissza. Az Osječanske megkülönböztető melléknevet csak a huszadik században kapta és a szintén Dobojhoz tartozó Čičvije Bukovičkétől különbözteti meg. Az 1850-től végzett népszámlálások azt mutatják, hogy Čivčijét szinte a kezdetektől fogva túlnyomórészt bosnyák lakosság lakta, de jelentős számú ortodox szerb (Trnavljani falu), valamint kis számban katolikusok és mások is éltek ott.
A település 1878-ig tartozott az Oszmán Birodalomhoz, ekkor a berlini kongresszus határozata alapján az Osztrák-Magyar Monarchia része lett. 1879-ben az első osztrák-magyar népszámlálás során a Gračanicai járáshoz tartozó Čivčije településnek 36 háztartása és 225 ortodox lakosa volt. 1910-ben a Gračanicai járáshoz tartozó Čivčije településen 38 háztartást és 212 ortodox lakost találtak. A monarchia szétesésével 1918-ban előbb a Szerb-Horvát-Szlovén Királyság, majd 1929-től a Jugoszláv Királyság része lett. 1921-ben a Gradačac járáshoz tartozó Čivčije községnek 239 lakosa volt, mind ortodox szerbek. Az 1929-es törvény értelmében, amikor Bosznia-Hercegovinát négy banovinára, Drinskára, Vrbaskára, Zetskára és Primorskára osztották, a település a Vrbaska banovina része lett, amelynek székhelye Banja Luka volt.
A második világháborúban Jugoszlávia megszállása után a Független Horvát Állam (NDH) része lett. A második világháború után 1992-ig a település a szocialista Jugoszlávia keretében a Bosznia-Hercegovinai Népköztársaság, valamint Gračanica község része volt. A boszniai háborút lezáró daytoni békeszerződés rendelkezése alapján az ország területét felosztották a Bosznia-hercegovinai Föderáció és a boszniai Szerb Köztársaság között. A békeszerződés utáni területmegosztási megállapodás értelmében a település a Boszniai Szerb Köztársasághoz és Doboj községhez került. 

## Oktatás
„Radoje Domanović” Általános Iskola